# Зачепиловский поселковый совет (Харьковская область)
Зачепиловский поселковый совет — входит в состав Зачепиловского района Харьковской области Украины.
Административный центр поселкового совета находится в пгт Зачепиловка.

## История
- 1966 — дата образования.

## Населённые пункты совета
- пгт Зачепиловка
- село Нагорное
- село Скалоновка